# فاشية اليهودية

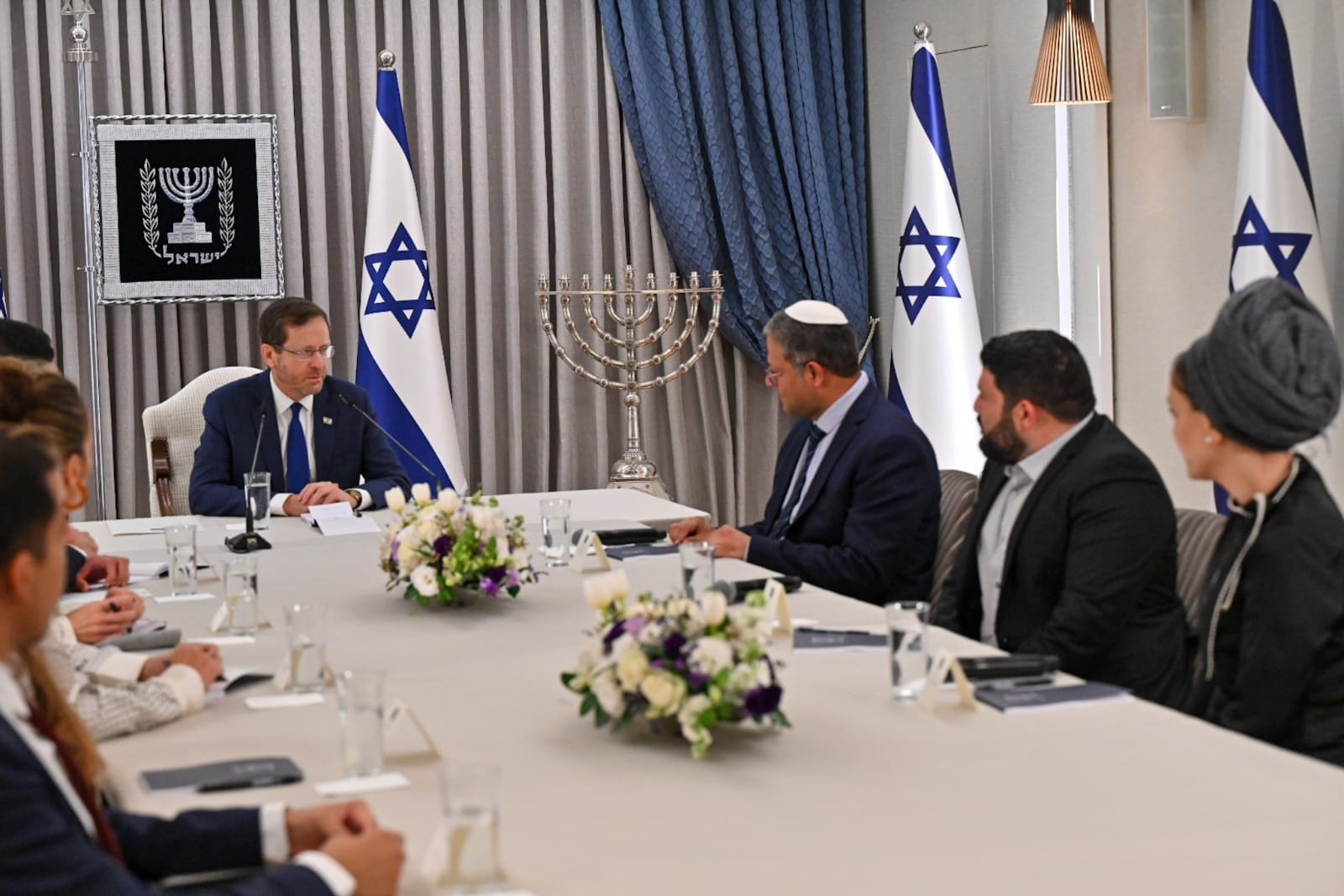
الرئيس الإسرائيلي ذو الجناح مع المتطرفين.

فاشية اليهودية هو مصطلح ينطبق على الفصائل السياسية اليهودية في الجناح اليميني المتطرف من الطيف السياسي التي إما ارتبطت بنشاط بـ الفاشية أو تم تفسيرها على أنها تولد فاشية.
من الأمثلة المبكرة على الفاشية اليهودية كانت حركة التصحيحية القصوى قصيرة العمر والتي نشأت داخل فصيل بريت هابيريونيم من صهيونية تصحيحية (ZRM) في الثلاثينيات والتي تبنت علنًا سياستها الفاشية. القيم والأهداف.
في القرن الحادي والعشرين، تم وصف حزب عظمة يهودية أو حزب القوة اليهودية كمثال للفاشية المنبعثة أو الفاشية الجديدة.

## التطرف التحريفي
التطرف التحريفي كانت أيديولوجية سياسية يمينية متشددة قصيرة العمر وكانت جزءًا من بريت هابيريونيم فصيل الحركة التصحيحية الصهيونية التي أنشأها أبا أهيمير. في عام 1930، أعلن بريت هابيريونيم تحت قيادة أحيمير علنًا عن رغبتهم في تشكيل دولة فاشية في مؤتمر ZRM، قائلين:
استعارت الحركة التصحيحية القصوى مبادئ من الشمولية والفاشية والإلهام من بولندا في عهد يوزف بيوسودسكي وإيطاليا في عهد بينيتو موسوليني. أيد المتطرفون التحريفيون بقوة نظام الفاشي الإيطالي نظام بينيتو موسوليني وأراد إنشاء دولة يهودية على أساس المبادئ الفاشية.
كان الهدف الأقصى هو "انتزاع التحريفية من فخها الليبرالي"، حيث أرادوا رفع مكانة زئيف جابوتنسكي إلى مستوى الدكتاتور، ويرغبون في فرض دمج سكان فلسطين في المجتمع العبري. يعتقد المتطرفون أن الاستبداد والتضامن الوطني ضروريان لجعل الجمهور يتعاون مع الحكومة، ولخلق وحدة كاملة في فلسطين .
ومع ذلك، يجب النظر إلى تسمية "الفاشي" بحذر لأنه في تلك الفترة وفي وقت لاحق تم استخدامها في كثير من الأحيان بشكل مسيئ في النزاعات بين الفصائل السياسية غير الفاشية المتعارضة، كما حدث في ثلاثينيات القرن العشرين حتى مع الديمقراطية الاشتراكية اتهم ستالين والشيوعيون الأحزاب بأنها "فاشية" أو "الفاشيون الاشتراكيون". وبنفس الطريقة في فلسطين، كان الصهاينة التحريفيون أنفسهم في كثير من الأحيان يوصفون في ثلاثينيات القرن العشرين بأنهم "فاشيون" من قبل قادة الصهاينة العماليين، وهاجم التحريفيون الاتحاد العام للعمل (الهستدروت) الذي يهيمن عليه الديمقراطيون الاجتماعيون وبن غوريون باستخدام مصطلحات مثل "الصليب المعقوف الأحمر" والمقارنات مع الفاشية وهتلر.
في عام 1932، ضغط بريت هابيريونيم على حركة ZRM لتبني سياساتها التي كانت بعنوان "الوصايا العشر للتطرف"، والتي تم وضعها تحت عنوان "بروح الفاشية الكاملة"، وفقًا لشتاين أوجليفيك.

## مرحلة 1920 إلى 1947
| السنة     | الحدث |
| --------- | --- |
| 1920      | اندلاع أعمال عنف بين العرب واليهود في القدس.                                                                                |
| 1936–1939 | الثورة الفلسطينية الكبرى ضد الاحتلال البريطاني والهجرة اليهودية.                                                            |
| 1944–1946 | تصاعد العمليات الإرهابية التي نفذتها المنظمات اليهودية المسلحة ضد البريطانيين.                                              |
| 1946      | تفجير فندق الملك داوود من قبل منظمة إرغون، مقتل 91 شخصًا.                                                                    |
| 1947      | خطة التقسيم الأممية التي منحت اليهود 55% من فلسطين رغم أنهم لا يملكون سوى 7% منها، واندلاع الحرب الأهلية بين العرب واليهود. |

## مرحلة 1948 إلى 2020

### 1948 – "النكبة" وتأسيس إسرائيل
- إعلان قيام دولة إسرائيل في 14 مايو 1948.
- النكبة الفلسطينية: طرد أكثر من 750 ألف فلسطيني من قراهم ومدنهم، وتدمير أكثر من 500 قرية.
- ارتكبت عصابات صهيونية مثل الهاغاناه وإرغون مجازر دموية، أبرزها:
  - مجزرة دير ياسين
  - مجزرة الطنطوره
- فرضت إسرائيل قوانين طوارئ عسكرية على الفلسطينيين في الداخل حتى عام 1966.

### 1949–1967: ترسيخ الدولة والتمييز العنصري
- إنشاء جهاز الشاباك والموساد لمراقبة السكان العرب.
- مصادرة أراضي الفلسطينيين في الداخل عبر "قانون أملاك الغائبين".
- التوسع العسكري والعدوان على الدول المجاورة.

#### 1967: احتلال الضفة الغربية وغزة والقدس والجولان
- حرب الأيام الستة أدّت إلى احتلال:
  - الضفة الغربية
  - غزة
  - القدس الشرقية
  - مرتفعات الجولان
- بدأت إسرائيل بناء المستوطنات اليهودية في الأراضي المحتلة، في خرق واضح للقانون الدولي.

- فرض الاحتلال العسكري القاسي، والاعتقالات الإدارية، ومصادرة الأراضي.

#### 1987–1993:الانتفاضة الفلسطينية الأولى
- اندلاع انتفاضة شعبية ضد الاحتلال.
- رد الاحتلال بالقوة المفرطة: إطلاق النار على الأطفال، تكسير العظام، استخدام الغاز.

- سياسة "العقاب الجماعي" وهدم البيوت.

#### 2000–2005:الانتفاضة الثانية
- اغتيالات ميدانية، قصف جوي لمخيمات اللاجئين.
- اجتياح الضفة الغربية (عملية السور الواقي).
- مجزرة جنين ومجازر أخرى في نابلس وطولكرم.

- بناء جدار الفصل العنصري، الذي صادر آلاف الدونمات وفصل العائلات.

#### 2008–2020:الحروب على غزة
| السنة     | الحدث                                                                          |
| --------- | ------------------------------------------------------------------------------ |
| 2008–2009 | حرب "الرصاص المصبوب": استشهاد 1400 فلسطيني، ثلثهم أطفال ونساء.                 |
| 2012      | حرب قصيرة على غزة أودت بحياة مئات المدنيين.                                    |
| 2014      | حرب "الجرف الصامد": استشهاد أكثر من 2200 فلسطيني، 500 منهم أطفال.              |
| 2018–2019 | مسيرات العودة على حدود غزة، قنص مباشر للمتظاهرين العزّل، واستشهاد مئات الأشخاص. |

## خطاب الإبادة الجماعية في حرب 2023
في 9 تشرين أول - أكتوبر، أدلى وزير الدفاع الإسرائيلي يوآف غالانت، بتصريحات متطرفة اعتبرها كثيرون تحريضا على جرائم الحرب وتمهيد لإبادة جماعية. صرج غالانت قائلاً: "لقد أمرت بفرض حصار كامل على قطاع غزة. لن تكون هناك كهرباء ولا طعام ولا وقود، كل شيء مغلق. نحن نقاتل حيوانات بشرية ونتصرف وفقًا لذلك".